# Mustang Ridge
Mustang Ridge è un centro abitato degli Stati Uniti d'America, situato nella contea di Caldwell dello Stato del Texas. Parti del suo territorio sono comprese nei confini delle contee di Travis e di Bastrop. Secondo il censimento effettuato nel 2010 abitavano nella città 861 persone. Il Mustang Ridge Police Department serve la città.

## Geografia
Mustang Ridge è situata a 30°02′53″N 97°41′26″W (30.048123, -97.690583). Secondo l'Ufficio del censimento degli Stati Uniti d'America la città ha un'area totale di 3.8 miglia quadrate (9.8 km²), costituiti completamente dalla terra ferma. Si trova sulla U.S. Highway 183, 15 miglia a sud di Austin.

## Società

### Evoluzione demografica
| Anno       | Popolazione | ±%    |
| ---------- | ----------- | ----- |
| 1990       | 576         | Note: |
| 2000       | 785         | 36.3% |
| 2010       | 861         | 9.7%  |
| Stima 2015 | 969         | 12.5% |

Secondo il censimento del 2000, c'erano 785 persone, 256 nuclei familiari e 214 famiglie residenti nella città. La densità di popolazione era di 206.9 persone per miglio quadrato (80.0/km²). C'erano 274 unità abitative a una densità media di 72.2 per miglio quadrato (27.9/km²). La composizione etnica della città era formata dal 67.52% di bianchi, il 4.08% di afroamericani, il 2.80% di nativi americani, lo 0.38% di asiatici, il 22.93% di altre razze, e il 2.29% di due o più etnie. Ispanici o latinos di qualunque razza erano il 48.41% della popolazione.
C'erano 256 nuclei familiari di cui il 40.6% aveva figli di età inferiore ai 18 anni, il 64.8% erano coppie sposate conviventi, l'11.3% aveva un capofamiglia femmina senza marito, e il 16.4% erano non-famiglie. Il 12.9% di tutti i nuclei familiari erano individuali e il 4.7% aveva componenti con un'età di 65 anni o più che vivevano da soli. Il numero di componenti medio di un nucleo familiare era di 3.07 e quello di una famiglia era di 3.35.
La popolazione era composta dal 29.3% di persone sotto i 18 anni, l'8.7% di persone dai 18 ai 24 anni, il 31.6% di persone dai 25 ai 44 anni, il 21.4% di persone dai 45 ai 64 anni, e il 9.0% di persone di 65 anni o più. L'età media era di 33 anni. Per ogni 100 femmine c'erano 106.0 maschi. Per ogni 100 femmine dai 18 anni in su, c'erano 102.6 maschi.
Il reddito medio di un nucleo familiare era di 41,771 dollari, e quello di una famiglia era di 46,563 dollari. I maschi avevano un reddito medio di 31,076 dollari contro i 23,182 dollari delle femmine. Il reddito pro capite era di 15,258 dollari. Circa il 5.8% delle famiglie e il 7.9% della popolazione erano sotto la soglia di povertà, incluso il 8.9% di persone sotto i 18 anni e il 21.5% di persone di 65 anni o più.

## Istruzione
La porzione di Musting Ridge presente nella contea di Travis è servita dal Del Valle Independent School District, in particolare dalla Creedmoor Elementary School Creedmoor Elementary School. Gli studenti che frequentano la scuola secondaria di primo grado (media) sono divisi tra la Ojeda Middle School e la Del Valle Middle School. Gli studenti della scuola secondaria di secondo grado (superiore) frequentano invece la Del Valle High School.